# 伯克利海茨 (新澤西州)
伯克利海茨（英語：Berkeley Heights）是位於美國新澤西州尤寧縣的一個鎮區。

## 地方資料
伯克利海茨的面積為16.21平方千米，當中陸地面積為16.11平方千米，而水域面積為0.10平方千米。根據2020年美國人口普查的數據，當地共有人口13285人，而人口密度為每平方千米819.56人。